# Glumslövs FF
Glumslövs FF är en svensk fotbollsklubb i Landskrona kommun, Skåne län. Hemmaarena är Örevångs IP och klubbens färger är grön och vit. Klubbens herrlag fick nationell uppmärksamhet när det i augusti 2014 avslöjats att de lyckats värva den före detta landslagsspelaren Pontus Farnerud till klubben.
Herrlaget spelar i division 4